# اسماعیل آوینی
اسماعیل اوینی یا اوینی بیست و سومین رئیس دانشگاه تهران از ۱۶ آبان تا ۱ دی ۱۳۶۴ بود. او همچنین دو دوره رئیس دانشگاه تربیت معلم تهران، بار اول از ۱۶ دی ۱۳۶۰ تا ۵ دی ۱۳۶۱ و بار دوم از ۹ اردیبهشت تا ۲ دی ۱۳۶۸ بوده‌است. عنوان او در سایت همشهری آنلاین «مهندس» ذکر شده‌است.